# Le Chien milliardaire
Pour plus de détails, voir Fiche technique et Distribution.
Le Chien milliardaire est un téléfilm américain réalisé par Mark Stouffer, réalisé en 2008.

## Synopsis
Un voleur de diamants et ses deux complices pensent avoir découvert le quartier idéal pour se cacher. Ils s'installent dans une banlieue tranquille et dissimulent aussitôt des pierres précieuses d'une grande valeur dans le collier d'un golden retriever. Mais Owen, un jeune garçon débrouillard, se prend d'affection pour le chien et ne tarde pas à découvrir leur secret. Owen décide alors d'arrêter les bandits et de protéger son nouveau compagnon...

## Fiche technique
- Titre original : Dog Gone
- Réalisateur : Mark Stouffer
- Scénaristes : Dennis S. Johnson et Mark Stouffer
- Musique : Andrew Gross
- Durée : 108 minutes

## Distribution
- Luke Benward : Owen
- French Stewart : Blackie
- Kelly Perine (en) : Arty
- Kevin P. Farley : Bud
- Brittany Curran : Lilly
- Denyse Tontz (en) : Meagan Todd
- John P. Farley : Dad
- Kenda Benward : Mom